# Toufik El Hibri
Pour les articles homonymes, voir Hibri.
Cheikh Toufik El Hibri (1869 à Beyrouth - 7 octobre 1954 à Beyrouth ; en arabe : توفيق الهبري) est l'un des principaux fondateurs du mouvement scout au Liban, ainsi que l'un des premiers promoteurs du mouvement scout du monde arabe, alors que la majeure partie de la région se trouvait encore au sein de l'Empire ottoman. Il est né à Beyrouth en 1869 AD (1286 H) dans le quartier Harat Eljoruah (حارة الجورة) au centre de Beyrouth.

## Biographie
Il a été élevé dans une famille religieuse et a reçu son éducation en présence de cheikhs bien connus des mosquées Omari et Emir Monzer.
Il a eu l'occasion d'apprendre la religion et la philosophe de vie grâce à différents scientifiques du monde, du Maroc, de Damas, d'Inde et de nombreux visiteurs célèbres à Beyrouth qui connaissaient son père.
Il a eu de nombreuses occupations, notamment président de l'école Comité islamique d'enseignement et de l'éducation qui a commencé en 1899.

## Scoutisme
En 1905, il a parrainé deux jeunes Indiens venus à Beyrouth pour poursuivre leurs études secondaires. Il les a aidés à établir un nouveau mouvement de la jeunesse qui a été initié par Robert Baden-Powell et qu'il a nommé « Ottoman Scout ». En 1973, son fils Muhammad El Hibri a reçu le Loup de bronze, la seule distinction de l'Organisation mondiale du mouvement scout, décerné par le Comité mondial du scoutisme pour les services exceptionnels rendu au scoutisme mondial. Après la fin de la Première Guerre mondiale, il a recréé le mouvement scout musulman (sous le nom الكشاف المسلم). Il a envoyé des délégués en Libye pour y aider à la création d'un mouvement scout.

## Descendance
Il est le père de Khaled Hibri, un homme politique libanais éminent et homme d'affaires, de Mohamad al-Hibri, un membre actif de la jarah libanaise Scout, et de Yahya Al-Hibri, un diplomate libanais. Ses petits-enfants sont Azizah Y. al-Hibri, une militante des femmes américaines, et Hind Al Hibri qui est impliqué dans la recherche scientifique. Ibrahim Al-Hibri était un industriel et philanthrope et père de Fuad El-Hibri.